# Supercoppa di Germania 1987
La Supercoppa di Germania 1987 (ufficialmente DFB-Supercup 1987) è stata la prima edizione della Supercoppa di Germania.
Si è svolta il 28 luglio 1987 al Waldstadion di Francoforte sul Meno tra il Bayern Monaco, vincitore della Bundesliga 1986-1987, e l'Amburgo, vincitore della Coppa di Germania 1986-1987.
A conquistare il titolo è stato il Bayern Monaco che ha vinto per 2-1 con la doppietta di Jürgen Wegmann nel secondo tempo dopo il gol di Mirosław Okoński nella prima metà di gara.

## Partecipanti
| Squadre       | Qualificazione                              | Partecipazioni precedenti (il grassetto indica la vittoria) |
| ------------- | ------------------------------------------- | ----------------------------------------------------------- |
| Bayern Monaco | Vincitore della Bundesliga 1986-1987        | Nessuna                                                     |
| Amburgo       | Vincitore della Coppa di Germania 1986-1987 | Nessuna                                                     |

## Tabellino
| Arbitro: | Pauly (Rheydt) |

|                 |           |             |
| Wegmann 60’ 87’ | Marcatori | 39’ Okoński |

| Bayern Monaco | Amburgo |

### Formazioni
| Bayern Monaco: |   |                     |  |     |
|                |   |                     |  |     |
| P              | 1 | Raimond Aumann      |  |     |
| D              |   | Norbert Nachtweih   |  |     |
| D              |   | Helmut Winklhofer   |  |     |
| D              |   | Norbert Eder        |  |     |
| D              |   | Hans Pflügler       |  |     |
| C              |   | Andreas Brehme      |  | 46’ |
| C              |   | Lothar Matthäus (c) |  |     |
| C              |   | Hans Dorfner        |  |     |
| C              |   | Michael Rummenigge  |  |     |
| A              |   | Jürgen Wegmann      |  |     |
| A              |   | Roland Wohlfarth    |  |     |
| Sostituzioni:  |   |                     |  |     |
| C              |   | Hans-Dieter Flick   |  | 46’ |
| Allenatore:    |   |                     |  |     |
| Jupp Heynckes  |   |                     |  |     |

| Amburgo:      |   |                      |             |     |
|               |   |                      |             |     |
| P             | 1 | Uli Stein            | 87’         |     |
| D             |   | Ditmar Jakobs        |             |     |
| D             |   | Dietmar Beiersdorfer |             |     |
| D             |   | Carsten Kober        |             | 87’ |
| D             |   | Manfred Kaltz        |             |     |
| C             |   | Sascha Jusufi        | Ammonizione |     |
| C             |   | Thomas von Heesen    | Ammonizione |     |
| C             |   | Thomas Kroth         | Ammonizione |     |
| C             |   | Thomas Hinz          | Ammonizione | 90’ |
| A             |   | Manfred Kastl        |             |     |
| A             |   | Mirosław Okoński     |             |     |
| Sostituzioni: |   |                      |             |     |
| P             |   | Richard Golz         |             | 87’ |
| A             |   | Frank Schmöller      |             | 90’ |
| Allenatore:   |   |                      |             |     |
| Josip Skoblar |   |                      |             |     |